# Братья Лихуды

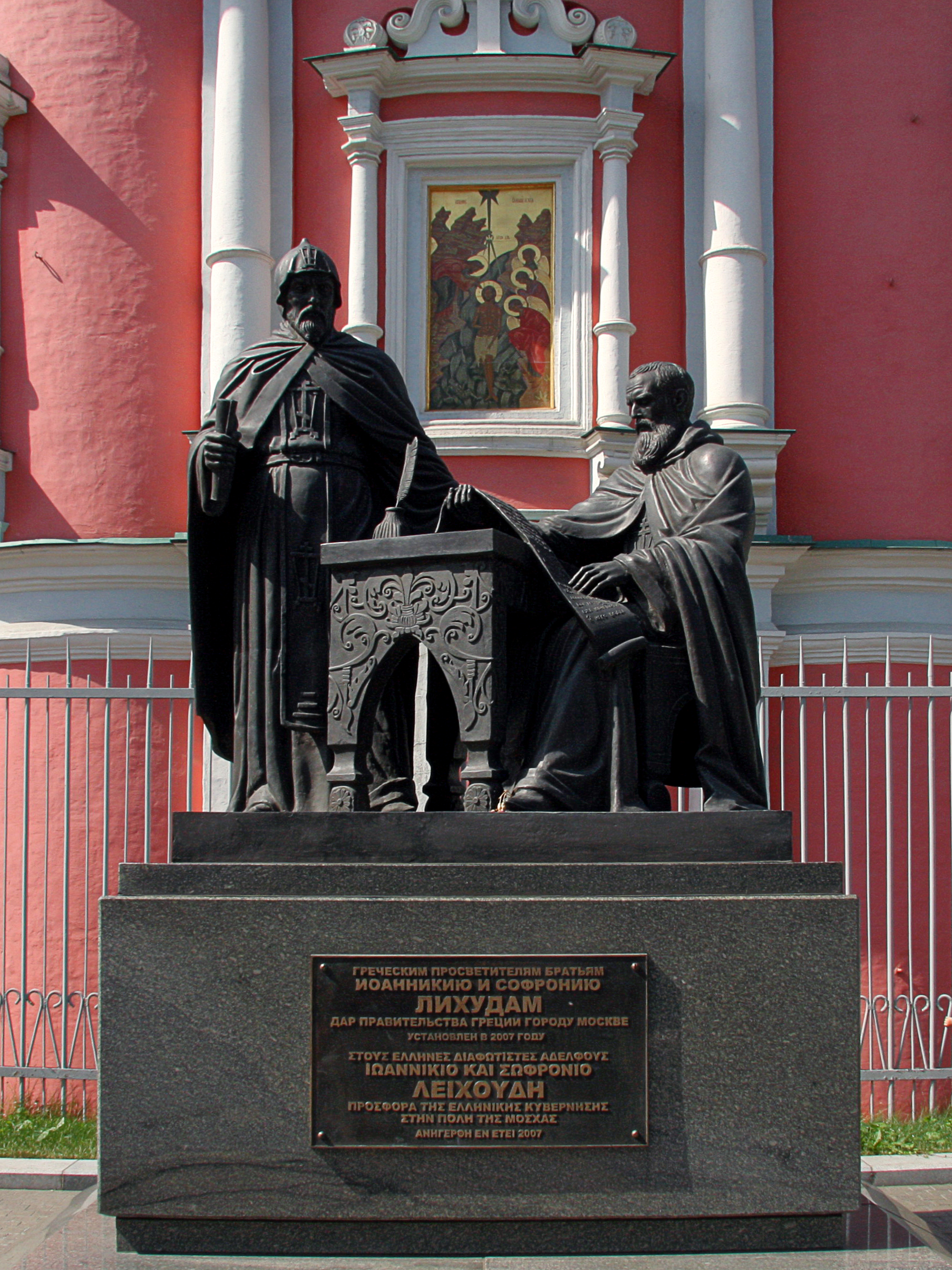
Памятник братьям Лихудам в Москве

Лиху́ды (греч. Λειχούδης): Иоанникий Лиху́д (1633 — 1717) и Софроний Лиху́д (1652 — 1730) — греческие православные монахи, первые преподаватели Славяно-греко-латинской академии — первого официально утверждённого высшего учебного заведения в Русском государстве.
Начало их преподавательской деятельности в Москве в 1685 году ознаменовало окончательную победу «грекофильской» партии над «латинской» в богословских спорах и политической борьбе того времени в Русской церкви и при царском дворе. Пользовались поддержкой Патриарха Иоакима, архиепископа Холмогорского Афанасия (Любимова), влиятельного Чудовского инока Евфимия, архимандрита Высокопетровского монастыря Иова. Сумели приобрести значительное положение и в гражданских сферах: имели доступ ко двору государей.

## Биография
Греки по происхождению, родом с острова Кефалония (ныне — Кефалиния), потомки армяно-византийского княжеского рода царской крови — один из Лихудов, Константин, был женат будто бы на дочери императора Константина Мономаха. Получив образование в Греции, потом — в Венеции и Падуанском университете, они несколько лет состояли в Греции учителями и проповедниками.
Когда русское правительство задумало завести в Москве высшую школу с именем академии, царь Фёдор и Патриарх Иоаким в 1682 году просили Восточных Патриархов о присылке в Москву православных и искусных учителей. Так случилось, что с марта 1683 года братья Лихуды жили в Константинополе на подворье у Иерусалимского Патриарха Досифея II. Последний предложил Лихудам отправиться в Москву, снабдив их рекомендательными грамотами и деньгами на дорогу.

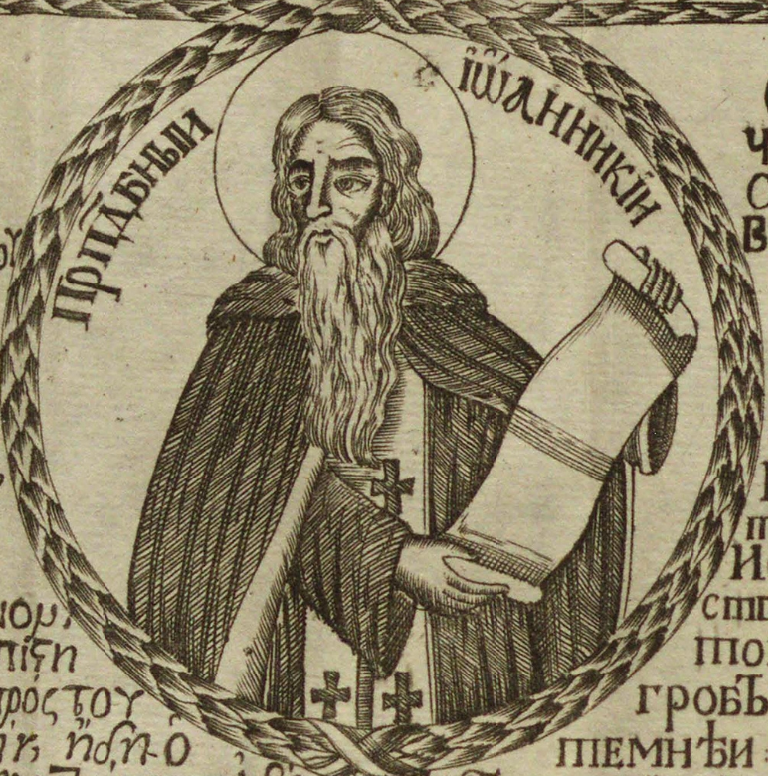
Портрет Ионникия Лихуда, находящийся в книге 1771 г.

3 июля 1683 года Лихуды оставили Константинополь; в Россию прибыли почти два года спустя вследствие задержки в пути из-за войны Австрии с Портою и происков иезуитов в Польше, которые старались как можно долее задержать Лихудов.
Прибыли в Москву 6 марта 1685 года и в этом же году стали преподавать в Богоявленском монастыре. Первоначально к ним перевели учеников типографской школы — Алексея Барсова, Николая Семёнова-Головина, Фёдора Поликарпова, Федота Аггеева и Иосифа Афанасьева; к ним присоединились монах Иов и дьякон монастыря Палладий Рогов. В 1686 году для школы был построен особый каменный трёхэтажный корпус в Заиконоспасском монастыре; «возведению здания <…> весьма много содействовал и деньгами и распоряжениями» князь Василий Васильевич Голицын, которого Лихуды называли своим «заступником, защитителем, помощником, покровом и прибежищем». В новое здание к первым ученикам Лихудов были переведены все ученики из типографской школы, а также «по указу Царей вскоре присоединены до 40 боярских детей и значительное число разночинцев». К концу 1687 года в возникшей Академии числилось 76 человек учащихся.
В 1688 году Иоанникий Лихуд в звании русского посла отправился в Венецию, где пробыл около четырёх лет.
В 1694 году, по требованию Досифея II, к тому времени бывшего весьма недовольным деятельностью братьев (в основном, ввиду конфликтов корыстного характера и доносов), а также неблаговидного поведения сына Иоанникия — Николая (тот был пожалован стольником и владел значительною земельною собственностью), оба брата были устранены от преподавания в академии и определены для занятий к московской типографии.
В 1697 году указом Петра I им поручено было обучать 55 человек итальянскому языку (из 55 учились лишь 10, остальные отговорились). Их продолжали обвинять то в ересях, то в каких-то политических интригах в Царьграде. В 1704 они были сосланы в костромской Ипатьевский монастырь.

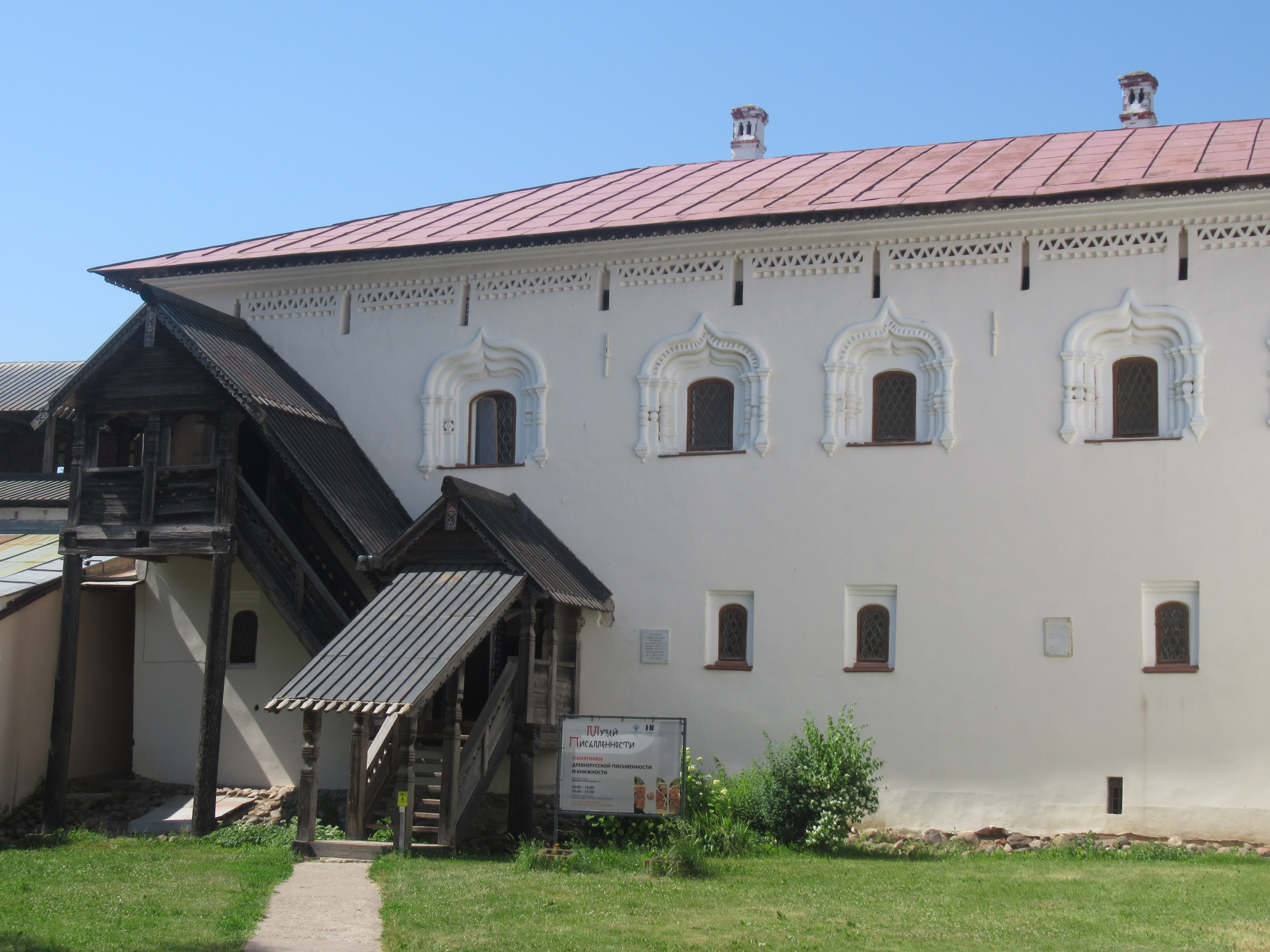
Здание Лихудова корпуса в Великом Новгороде

В 1706 году новгородский митрополит Иов выхлопотал перевод братьев в Новгород, где поручил им устройство славяно-греко-латинской школы по образцу московской. Преподавание в ней велось по тем же учебникам. Новгородская школа Лихудов подготовила первое поколение русских филологов. Школа разместилась в новгородском Детинце, в здании, которое с тех пор получило название «Лихудов корпус». В школе не стали преподавать на латыни, оставив в качестве языков лишь два (поэтому она и называлась «Греко-славянской»).
Из Новгорода они снова были вызваны в Москву, для занятий в академии и для участия в исправлении Библии, вначале Софроний в 1709 году, а после смерти митрополита Иова — Иоанникий в 1716 году.
Около 1720 года, после смерти Иоанникия, Софроний был назначен настоятелем Солотчинского монастыря в Рязанской епархии. Монахи не любили настоятеля-гречина, получившего эту должность не по их выбору, а по назначению начальства и благодаря интригам. Он бежал в Москву, где его жалобы не имели успеха, якобы вследствие подкупа судей монастырскими стряпчими, ненавидевшими Софрония за то, что тот препятствовал расхищению ими монастырского имущества.

## Сочинения и богословие
Трудам Лихудов ещё не даны оценки, так как ещё не рассмотрены все составленные ими учебники (по грамматике, риторике, логике, физике, психологии, богословию), по которым происходило преподавание в Заиконоспасской академии (они находятся в рукописях в разных библиотеках). Известно, что Лихуды пользовались собственными сочинениями, а также теми курсами, которые сами слушали в Падуе. Из того, что известно из курсов Лихудов, видно, что они не слепо следовали Аристотелю, а лишь в умеренной степени вносили в свои курсы западный схоластический характер. Есть у них и собственные мысли, например в «риторике» деление красноречия на божественное, героическое и человеческое. Во всяком случае, уровень научности в курсах Лихудов выше, чем в подобных сочинениях учёных киевской академии их времени. У них меньше пристрастия к учениям дохристианских учёных и к схоластике, а в риторике, вопреки обычаю западному, они прямо держатся взглядов Аристотеля. Их можно назвать родоначальниками высшего образования в Великороссии.
Из учеников Лихудов образовалось целое поколение первых собственно русских учёных, каковы Ф. П. Поликарпов, А. К. Барсов, П. В. Постников, Феолог, Головин, Козма, Иов, Палладий Роговский и другие, отчасти бывшие профессорами академии и её начальниками, отчасти трудившиеся по исправлению Библии и издавшие ряд учёных сочинений.
Когда Лихуды прибыли в Москву, там всех волновал вопрос о времени Пресуществления Святых Даров на Литургии. Представитель «латинского учения» монах Сильвестр (Медведев), видевший в Лихудах соперников по учёному авторитету, провозгласил их еретиками и издал против них сочинение «Манна». Лихуды написали в ответ «Акос, или Врачевание от угрызений змиевых» (перевод на русский язык был сделан их учениками, Поликарповым и Семёновым). Сильвестр издал второе сочинение против них — «Тетрадь на Лихудов»; Лихуды отвечали книгой: «Диалоги грека учителя к некоему Иисуиту». Хотя полемика по спорному вопросу продолжалась и после, но названными двумя сочинениями Лихудов этот вопрос был бесповоротно решён в пользу православного греческого мнения.
Вслед за тем против католичества написаны ими ещё два сочинения: «Показание истины» (1689) и «Мечец духовный, или Разговор с иезуитом Руткою в Польской земле».
Также ими написаны сочинения против лютеран («Иоанникия и Софрония обличение ересям Лютера и Кальвина»), против раскольников («Коллурий о лютой страсти очеболения Капитонского») и «Письмо к императору Петру I о ересях Кальвина и Лютера» (напечатано в журнале «Странник», 1861 г.). Кроме того, известны ещё «Философские ответы Софрония» и полный список Библии с исправлениями, сделанными Софронием.
Заслуживают упоминания проповеднические сочинения Лихудов:
Иоанникия:
- «Речь патриарху» (1691);
- «Надгробное слово царице Наталье Кириловне» (1694);
- «Похвальное слово царю Иоанну» (1696);
- «Похвальное слово царю Петру I по взятии Азова» (1697);
- «Похвальное слово ему же по возвращении из Голландии» (1698);
- «Поучение на пятую неделю великого поста» (1701).

Софрония:
- «Слово на день рождения Петра I»,
- «Слово о Софии, премудрости Божией» (1708),
- «Похвальное слово святому Варлааму Хутынскому»,
- «Житие Варлаама Хутынского»,
- «Триумф о мире с Швецией» (1721);
- «Слово похвалительное на преславное венчание благочестивейшия великая государыни нашея Императрицы Екатерины Алексеевны» / Публ. и коммент. В. М. Ундольского // Русский архив, 1863. — Вып. 10/11. — Стб. 761—776. Архивная копия от 3 ноября 2013 на Wayback Machine
- «Слово о предопределении», изданное Д. В. Цветаевым в «Памятниках протестантства в России» и в «Чтение Московского Общества Истории» за 1883 и 1884 годы.

Филарет, кажется, несправедливо набрасывает тень на нравственный характер Лихудов, обвиняя их в корыстолюбии. Из дела по жалобе Софрония на солотчинских монахов видно, что во время вторичного его заведования «греческой школой» в Москве он за эту службу не получал никакого жалованья, довольствуясь тем вознаграждением, какое получал за труды по исправлению Библии, всего в количестве 50 рублей в год, тогда как его ученики в то же время получали вчетверо и впятеро более. Из сочинений Лихудов целиком напечатан только «Мечец духовный» (в «Православном Собеседнике», 1866—1867 год.).
См. также рукописи:
- Изъявление и обличение ересей Лютеранской и Кальвинской — 1706
- Акос или врачевание, противополагаемое ядовитым угрызением змиевым
- Богословские сочинения братьев Лихудов / Софроний Лихуд. Комментарий к Теологии Иоанна Дамаскина

## Память
31 мая 2007 года бронзовый памятник монахам-просветителям братьям Лихудам был открыт в Москве, в Богоявленском переулке, перед алтарём собора бывшего Богоявленского монастыря.
Часть экспозиции новгородского Музея письменности, открывшегося в 2021 году в здании Лихудова корпуса, посвящена истории школы братьев Лихудов.